# صلیب سرخ اتریش
صلیب سرخ اتریش (انگلیسی: Austrian Red Cross) سازمان ملی صلیب سرخِ کشور اتریش و عضوی از نهضت بین‌المللی صلیب سرخ و هلال احمر است که در ۱۴ مارس ۱۸۸۰ توسط دکتر آدام لیختن‌هلد پایه‌گذاری شد و بزرگترین آژانس کمک رسانی این کشور است.
این سازمان خدمات اورژانس پیش‌بیمارستانی و خدمات حمل‌ونقل بیماران را فراهم آورده و بر حقوق بین‌الملل بشردوستانه هم نظارت دارد. بیشتر کارکنان این سازمان داوطلب هستند (حدود ۷۴٫۰۰۰ در سال ۲۰۱۸) اما کارکنان حرفه‌ای هم دارد و همچنین افرادی که مایل به انجام خدمت سربازی نیستند، باید به مدت ۹ ماه به‌جای خدمت نظامی در صلیب سرخ اتریش کار کنند. کارل زایتس از سال ۱۹۴۶ تا ۱۹۵۰، رئیس این سازمان بود.